# Jules Vandenpeereboom
Jules Henri Pierre François Vandenpeereboom (Kortrijk, 18 marzo 1843 – Anderlecht, 6 marzo 1917) è stato un politico belga, esponente del partito cattolico e Primo ministro del Belgio dal 24 gennaio al 5 agosto 1899.
Dopo aver studiato Giurisprudenza nel 1878 viene eletto alla Camera dei rappresentanti.
Ricopre vari posti di governo (Ministro delle Ferrovie, Ministro delle Poste e Telegrafi, Ministro della Guerra) e nel 1899 viene nominato primo ministro.
Nel 1900, dopo la fine della sua breve esperienza a capo dell'esecutivo, viene nominato Ministro di Stato onorario e sedette tra le file del Senato in rappresentanza della Provincia delle Fiandre Occidentali.

## Letteratura
- Paul VAN MOLLE, Het Belgisch Parlement, 1894-1972, Antwerpen, 1972.
- Jean-Luc DE PAEPE & Christiane RAINDORF-GERARD, Le Parlement belge, 1831-1894, Brussel, 1996.